# Hynobius kimurae
Hynobius kimurae är en groddjursart som beskrevs av Dunn 1923. Hynobius kimurae ingår i släktet Hynobius och familjen Hynobiidae. IUCN kategoriserar arten globalt som livskraftig. Inga underarter finns listade i Catalogue of Life.